# Delirium tremens
Delirium tremens (en llatí, «deliri tremolós») és una locució llatina per la síndrome d'abstinència de l'alcohol. Pròpiament es tracta de la tercera fase, la més aguda d'aquesta síndrome. Pel que sembla, també es pot donar com a complicació en una intoxicació per benzodiazepines o barbitúrics.